# Eugenio Finardi
Eugenio Finardi (né à Milan le 16 juillet 1952) est un chanteur, compositeur, guitariste et claviériste italien .

## Biographie
Eugenio Finardi est né à Milan le 16 juillet 1952, dans une famille de musiciens. Son père, Enzo, était un ingénieur du son  et sa mère, Éloïse, une chanteuse d'opéra américain. À l'âge de six ans, Finardi réalise son premier disque, Palloncino Rosso Fuoco, une chanson pour enfants.
Finardi apparaît sur la scène musicale à Milan à la fin des années 1960. Enraciné dans le blues, le Rock 'n' roll classique et la contre-culture hippie, il est actif dans le mouvement de jeunesse de gauche de ces années. En 1969, il forme son premier groupe de rock, The Tiger. Il commence à jouer avec Alberto Camerini, chanteur et guitariste né au Brésil, qui allait jouer un rôle important dans l'introduction de la nouvelle vague et de la techno-pop américaines et britanniques dans la musique pop italienne. Après avoir formé le groupe Il Pacco avec Camerini, Finardi  enregistre un single en anglais en 1973, Spacey Stacey / Hard Rock Honey pour Numero Uno, le premier label italien indépendant lancé par Lucio Battisti et Mogol. Le single de Finardi passe inaperçu.

## Début de carrière, les années 1970
En 1975, sort son premier album, Non gettate alcun oggetto dal finestrino . L'album est influencé à la fois par le rock progressif, populaire en Italie, et par l'idéalisme hippie. Finardi est connu pour avoir joué au Festival alternatif de Milan au Parco Lambro en 1976, introduisant un son rock au genre italien d'auteurs-compositeurs-interprètes souvent impliqués politiquement .

## Années de plomb
Finardi connaît le succès en 1976, avec son deuxième album Sugo et son troisième Diesel. En 1977 il commence à se produire  seul assis avec une guitare acoustique et se rapproche de la jeunesse anti-culturelle de l'Italie de la fin des années 1970 en plein bouleversement politique, période connue sous le nom d'Anni di piombo (années de plomb). Le climat de cette période est le résultat de la  stratégie de la tension (Strategia della tensione), une confrontation entre la contre-culture des jeunes et des militants de gauche contre le gouvernement italien perçu comme réactionnaire, répressif et manœuvré par les États-Unis.
Finardi est un protagoniste musical et culturel  de ces années, avec des chansons comme La CIA sur l'implication des services secrets américains dans la politique italienne, Soldi sur le consumérisme, Giai Phong, sur la Guerre du Viêt Nam, Scuola sur le système éducatif.

## Des années 1980 à nos jours
Depuis lors, Finardi a vécu périodiquement à l'étranger, à Londres et aux États-Unis. Au fil de nombreuses collaborations, il a publié des albums réguliers. En 2012, il a  participé au concours de Festival de Sanremo avec la chanson E tu lo chiami Dio .

## Discographie

### Albums
- 1975 : Non gettate alcun oggetto dal finestrino
- 1976 : Sugo
- 1977 : Diesel
- 1978 : Blitz
- 1979 : Roccando Rollando
- 1981 : Finardi
- 1982 : Rues secrètes
- 1983 : Dal Blu
- 1984 : Strade (Live)
- 1985 : Colpi di fulmine
- 1987 : Dolce Italia
- 1989 : Le vent d'Elora
- 1990 : La forza dell'amore
- 1991 : Millennio
- 1992 : Musique Desideria
- 1993 : Acustica
- 1996 : Occhi
- 1998 :  Accadueo (1998; réédité en 1999 avec un titre bonus)
- 2001 : La forza dell'amore 2
- 2002 : Cinquantanni
- 2003 : Il silenzio e lo spirito
- 2005 : Anima blues
- 2007 : Un mois
- 2008 : Un Cantante Al Microfono
- 2012 : Sessanta
- 2014 : Fibrillante

### Simgle
- Spacey Stacey / Miel Hard Rock (1973)
- Soldi / Voglio (1975)
- Musica ribelle / La radio (1976)
- Non nel cuore / Giai Phong (1977)
- E tu lo chiami Dio (2012)